# 昭和インターチェンジ
昭和インターチェンジ（しょうわインターチェンジ）は、群馬県利根郡昭和村大字森下にある、関越自動車道のインターチェンジ（開発インターチェンジ）である。

## 道路
- E17 関越自動車道（12-2番）
- 群馬県道65号昭和インター線

## 料金所
一般車（ETC未搭載車両）の通行料金収受は、自動収受機にて行っており、必要により押しボタンにて係員を呼び出すこともできる。
- ブース数：4

### 入口
- ブース数：2
  - ETC専用：1
  - 一般：1

### 出口
- ブース数：2
  - ETC専用：1
  - 一般：1

## 周辺

道の駅あぐりーむ昭和

- 道の駅あぐりーむ昭和
  - 旬采館（農産物直売所）
- 赤城山
- 利根川
- 国道17号
- 岩本駅
- 昭和温泉昭和の湯

## 隣
E17 関越自動車道
(12-1)赤城IC/PA - 赤城高原SA - (12-2)昭和IC - (13)沼田IC